# Provincie Girona
Provincie Girona je španělská provincie, nacházející se v autonomním společenství Katalánsko (tvoří jednu z jeho čtyř provincií). Leží v severovýchodním cípu země na pobřeží Středozemního moře, v podhůří Pyrenejí. Sousedí s Francií, Andorrou a provinciemi Barcelona a Lleida. Náleží k ní také exkláva Llívia, obec zcela obklopená Francií. Hlavním městem je starobylé město Girona. Žije zde přibližně 823 tisíc obyvatel.

## Turismus
Provincie je turisticky hojně navštěvována a pro svou polohu je zpravidla prvním španělským územím, které návštěvník spatří. Oblíbená jsou přímořská letoviska, v létě často přeplněná, či město Figueres, rodiště Salvadora Dalího.

## Města a obce
Následující přehled uvádí obce nad 10 000 obyvatel (2018). Názvy jsou uvedeny v katalánštině, odlišné kastilské názvy pak v závorce.
1. Girona (Gerona) — 100 266 obyvatel
2. Figueres (Figueras) — 46 381
3. Blanes — 38 790
4. Lloret de Mar — 37 350
5. Olot — 34 486
6. Salt — 30 622
7. Palafrugell — 22 860
8. San Felíu de Guixols (San Feliú de Guíxols) — 21 824
9. Banyoles (Bañolas) — 19 615
10. Rosas (Roses) — 19 319
11. Palamós — 17 898
12. Santa Coloma de Farners — 12 894
13. Torroella de Montgrí — 11 537
14. Calonge (Calonge i Sant Antoni) — 10 897
15. La Bisbal d'Empordà (La Bisbal del Ampurdán) – 10 859
16. Castelló d'Empúries — 10 820
17. Ripoll – 10 632
18. Castell-Platja d'Aro (Castillo de Aro) – 10 585
19. L'Escala (La Escala) – 10 417
20. Cassà de la Selva (Cassá de la Selva) – 10 359